# Kyrillos Kamal William Samaan
Kyrillos Kamal William Samaan (* 1. Oktober 1946 in Shanaynah; † 11. Mai 2023 in Asyut) war ein ägyptischer Geistlicher und koptisch-katholischer Bischof von Assiut.

## Leben
Kyrillos William Samaan empfing am 10. Juni 1974 das Sakrament der Priesterweihe.
Am 16. Mai 1990 wählte ihn der Synode der koptischen katholische Kirche zum Bischof der Eparchie Assiut. Der koptisch-katholische Patriarch von Alexandrien, Stephanos II. Ghattas CM, spendete ihm am 3. Juni 1990 die Bischofsweihe; Mitkonsekratoren waren der Bischof von Minya, Antonios Naguib, der Bischof von Ismayliah, Athanasios Abadir, der Bischof von Sohag, Morkos Hakim OFM, der Bischof von Luxor, Aghnatios Elias Yaacoub SJ, und der emeritierte Bischof von Assiut, Youhanna Nueir OFM, sowie die Weihbischöfe in Alexandria, Youhanna Golta und Andraos Salama.
Papst Franziskus nahm am 3. November 2021 das von Kyrillos William Samaan aus Altersgründen vorgebrachte Rücktrittsgesuch an. Am 30. September 2022 bestellte ihn Papst Franziskus zum Apostolischen Visitator für die koptisch-katholischen Gläubigen in den Vereinigten Staaten und in Kanada.